# Бенюх, Олег Петрович
Олег Петрович Бенюх (1928—2015) — русский советский писатель, прозаик, дипломат, журналист и переводчик. Член Союза журналистов СССР (с 1963 года) и Союза писателей России (с 1993 года). Главный редактор журнала «Soviet Life» (1983—1989).

## Биография
Родился 7 июня 1928 года в Киеве в семье служащих.
С 1944 по 1948 год обучался в Военном институте иностранных языков Красной Армии. С 1948 по 1954 год служил на офицерских должностях и на педагогической работе в рядах Советской армии. С 1954 по 1959 год на педагогической работе в Московском государственном педагогическом институте иностранных языков в должности преподавателя английского языка. С 1958 по 1959 год редактор журнала «Френдшип». С 1959 по 1961 год — сотрудник «Совинформбюро», после 1961 года — «АПН». С 1959 по 1967 год на дипломатической работе в дипломатическом представительстве Индии и главный редактор журнала «Совьет Лэнд», был лично знаком с Индирой Ганди и Джавахарлалом Неру. С 1972 по 1978 год главный редактор журнала «Совьет Ньюс» в Новой Зеландии. С 1983 по 1989 год — советник Посольства СССР в США и главный редактор журнала Soviet Life («Советская жизнь»).
Член Союза журналистов СССР с 1963 года, с 1993 года член Союза писателей России, избирался членом Высшего творческого совета. С 1948 года начал печатать свои литературные произведения в литературно-художественном журнале «Дальний Восток». В дальнейшем из под его пера вышли многочисленные литературные произведения в том числе такие как: «От Ганга до Днепра» (1971; «Знание»). В 1980 году вышла повесть «Джун и Мервин», а в 1987 году роман «Правитель империи» выпущенные в издательстве «Молодая гвардия» и «Художественная литература». В последующем вышли  трилогия «Владыки : Сцены из жизни кремлёвских вождей» (1990), романы «И это пройдет» (1991), «От Ноева Ковчега» и «Удар "Триады"» (1999), «Подари себе рай» (2003; «АСТ»). В 2004 году вышла пьеса-трагедия «Добрые боги бессмертны» выпущенная издательством «Прогресс». С 1961 по 1995 год О. П. Бенюх занимался подготовкой и выпуском языковых словарей, которые составили более 30 изданий, которые издавались в издательствах «Советская энциклопедия» и «Русский язык». Произведения О. П. Бенюха публиковались в литературно-художественных журналах «Сельская молодежь», «Роман-газета», «Дальний Восток» и «Воин России». Общий тираж литературных произведений Олега Бенюха составляет более 10 миллионов экземпляров, они переведены на многие европейские и восточные языки.
Скончался 22 ноября 2015 года на 88-м году жизни в Москве.

## Награды
- Орден Знак Почёта[3]

### Премии
- Международная литературная премия имени Джавахарлала Неру (1967)[3]